# Глушицкий (посёлок)
Глушицкий — посёлок в Большечерниговском районе Самарской области. Административный центр сельского поселения Глушицкий.

## История
В 1973 году Указом Президиума ВС РСФСР поселок центральной усадьбы совхоза «Глушицкий» переименован в Глушицкий.

## Население
| 2010 | 2011  | 2012  | 2013  | 2014  | 2015  | 2016  |
| ---- | ----- | ----- | ----- | ----- | ----- | ----- |
| 1231 | ↗1261 | ↗1327 | ↗1562 | ↗1608 | ↗1613 | ↘1581 |